# USS LST-84
O USS LST-84 foi um navio de guerra norte-americano da classe LST que operou durante a Segunda Guerra Mundial.